# 요제프 마리아 올브리히

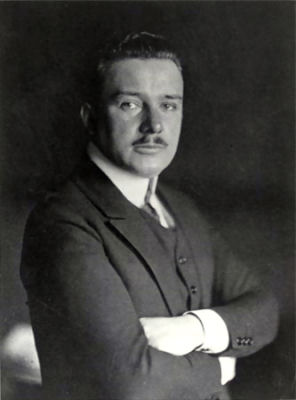
요제프 마리아 올브리히

요제프 마리아 올브리히(독일어: Joseph Maria Olbrich, 1867년 12월 22일 ~ 1908년 8월 8일)는 오스트리아의 건축가이다.

## 생애
오스트리아령 실레시아(현재의 체코) 오파바 출신이다. 빈 응용 미술 대학, 빈 미술 아카데미에서 건축을 전공했다. 1893년에는 건축가 오토 바그너의 수석 조수로 발탁되었다.
1897년에는 구스타프 클림트, 요제프 호프만과 함께 빈 분리파 설립 과정에 참여했으며 1897년부터 1898년까지 빈에 건설된 빈 분리파 전시관의 설계를 맡았다.
1899년에는 헤센 대공국의 에른스트 루트비히 대공의 초청을 받으면서 다름슈타트 예술인 마을에 입주한 예술인들의 주택, 전시관의 설계를 맡았다. 특히 마틸덴회에(Mathildenhöhe) 결혼기념탑은 그가 설계 과정에 참여한 건축물이기도 하다. 1908년 뒤셀도르프에서 백혈병으로 인해 사망했다.